# Guexeilex
Guexeilex (en árabe: اكزليش‎, en francés: Rhzéilech) es una localidad marroquí perteneciente al municipio de Malusa, en la región de Tánger-Tetuán-Alhucemas. Desde 1912 hasta 1956 perteneció a la zona norte del Protectorado español de Marruecos.